# Пајн Хилс (Флорида)
Пајн Хилс (енгл. Pine Hills) насељено је место без административног статуса у америчкој савезној држави Флорида.

## Демографија
По попису из 2010. године број становника је 60.076, што је 18.312 (43,8%) становника више него 2000. године.
| Група             | 2000.          | 2010.          |
| Белци             | 11.591 (27,8%) | 7.793 (13,0%)  |
| Афроамериканци    | 21.473 (51,4%) | 40.611 (67,6%) |
| Азијати           | 1.205 (2,9%)   | 2.259 (3,8%)   |
| Хиспаноамериканци | 5.875 (14,1%)  | 8.324 (13,9%)  |
| Укупно            | 41.764         | 60.076         |